# 纠支地道

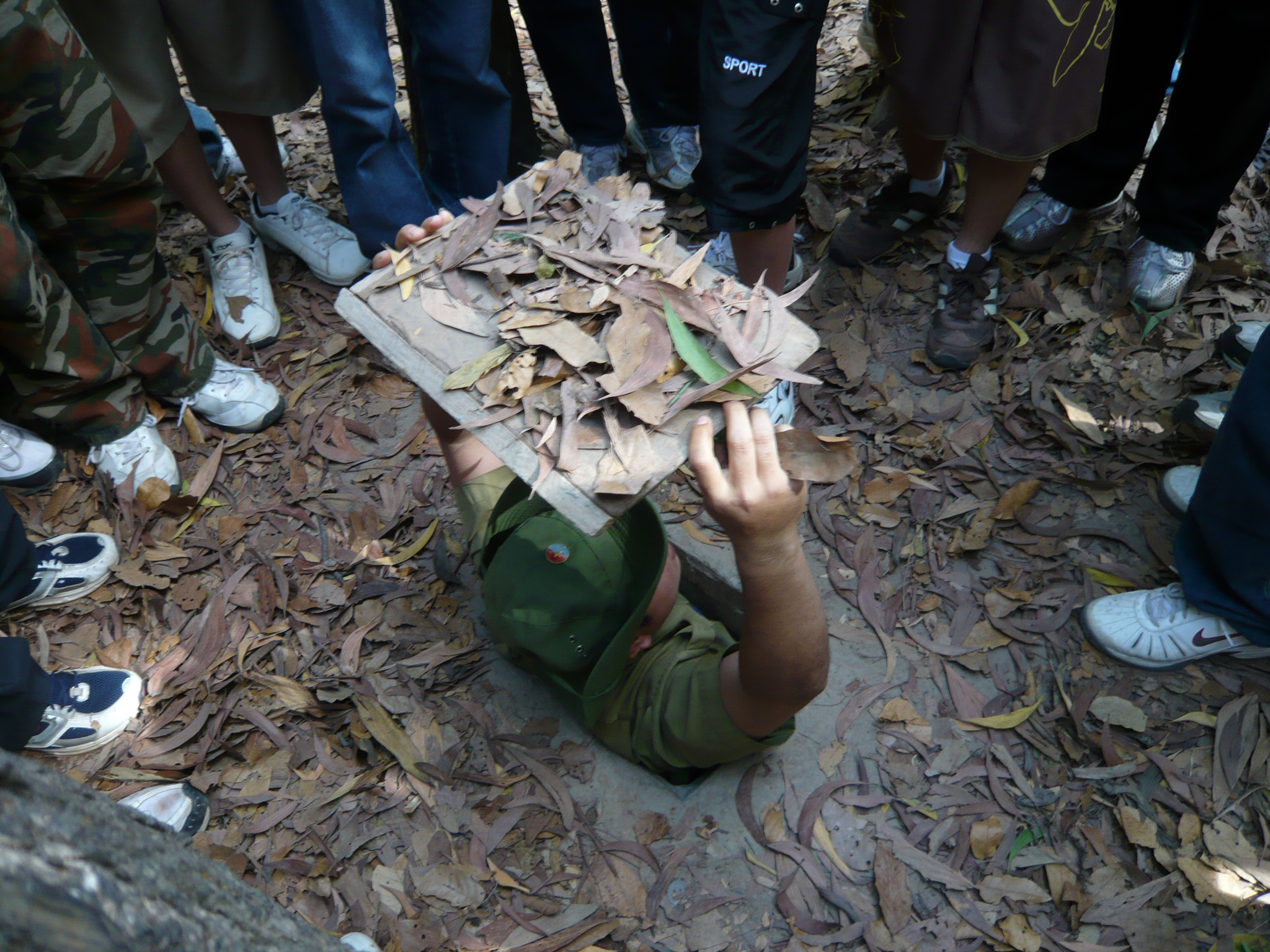
向导正在示范如何进入地面上隐蔽的入口

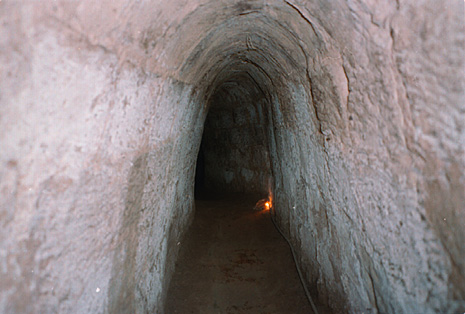
古芝地道内部，已經被擴闊及加高以方便遊客入內參觀

古芝地道（越南语：／）是越南胡志明市西北方40公里的一個地道系統，位於古芝縣。此地道原為越南抵抗法國統治時，由當時農兵徒手挖了20多年的一個地下戰道。到了1960年代越戰時期轉為實施抗美地道戰的重要地下基地，由越南南方民族解放陣線（越共）建造，全長200公里，由無數條寬不到80公分的地道分為三層結構交錯而成。
地道中建築有醫院、會議場、睡眠房間、作戰房間、糧庫及軍事陷阱等設備，規劃極為完備。1968年春節攻勢，越共就曾經使用此一地道系統突襲當時美國駐西貢大使館、新山一空軍基地（美軍、南越政府軍指揮部）、越南共和國總統府。
現今古芝地道儼然成為了胡志明市的著名參觀景點。目前開放的地道是Bến Dược及Bến Đình。